# مارک والینگر
مارک والینگر (به انگلیسی: Mark Wallinger) (زاده:۱۹۵۹) که بدلیل برخی مجسمه‌هایش از جمله در میدان ترافالگار و همچنین همکاری با برایان هو فعال ضد جنگ انگلیسی معروف است.